# جاش تاد
جاش تاد (انگلیسی: Josh Todd؛ زادهٔ ۴ آوریل ۱۹۷۰) یک موسیقی‌دان اهل ایالات متحده آمریکا است. وی از سال ۱۹۹۵ میلادی تاکنون مشغول فعالیت بوده‌است.